# Helmut Bohatsch
Helmut Bohatsch (* 1956 in Graz) ist ein österreichischer Schauspieler und Musiker.

## Werdegang
Aufgewachsen ist Bohatsch in Krieglach in der Steiermark. Seine Brüder sind der bekannte österreichische Maler Erwin Bohatsch und der Grafiker Walter Bohatsch. 1970 bis 1975 Musisch-pädagogisches Realgymnasium und Matura. Von 1978 bis 1985 war er als Schauspieler und Musiker in der Steiermark tätig. Nach seiner Übersiedelung nach Wien war er von 1986 bis 1990 Mitglied des Serapionstheaters Wien und Mitbegründer der freien Theatergruppe Drama Wien.
Seit 1992 war er Co-Autor, Schauspieler, Sounddesigner und Co-Produzent bei bislang 14 Drama-Wien-Produktionen. Er wirkt als Schauspieler und Sänger in unterschiedlichsten Theater-, Musik-, Fernseh- und Filmproduktionen mit und ist darüber hinaus als Sprecher im ORF, Bayerischen Rundfunk, beim NDR für Hörspiele, Features und Literatur sowie für verschiedene Fernsehdokumentationen tätig.
Seit 2005 verkörpert er in der ORF/ZDF-Serie SOKO Donau/SOKO Wien den  Kriminaltechniker und Spurensicherer Franz Wohlfahrt. Im Juni 2023 wurde bekannt, dass er die Serie verlässt und ihm Max Fischnaller als Forensiker Julius Rubatsch nachfolgen soll.

## Musik- und Theaterprojekte (Auswahl)
- Ein Sommernachtstraum, W. Shakespeare, Regie: Maria Happel, Festspiele Reichenau
- Kätchen von Heilbronn, H.v. Kleist, Regie: Maria Happel, Sommerspiele Berchtoldsdorf
- Projekt N, eine Nestroycollage; Regie: Susanne Lietzow
- Der polnische Orpheus, eine Comic-Oper, Zoon Musiktheater/Thomas Desi
- Hamlet oder der Osterhase, Herzmanovsky-Orlando, Regie: Susanne Litzow
- Terribile e spaventosa storia del Principe di Venosa e della bella Maria von Salvatore Sciarrino
- Mein junges idiotisches Herz von Katja Hilling; Regie: Katrin Schurich
- Synchronisation in Birkenwald; Regie: Stefan Weber
- Disco ergo sum, Zusammenarbeit mit Amina Handke und David Schalko, Theater Gruppe 80
- tök phrong süleng von H.C.Artmann; Regie: Elisabeth Gabriel
- Büchner's Lenz; Regie: Stefan Weber
- Das Wasser steht mir bis zum Herz; Regie: Stefan Weber
- The Spitzweg Project; Regie: Marjan Sticker
- Zur schönen Aussicht; Regie: Stefan Weber
- Es singen die Steine von Gert Jonke; Regie: Ernst M. Binder
- Schönberg auf der Baustelle – Von Heute auf Morgen; Regie: Michael Sturminger

## Film und TV
- Willkommen in Wien, Fernsehfilm von Nikolaus Leytner
- Jud Süß – Film ohne Gewissen, Film von Oskar Röhler (2010)
- Die Katze, Fernsehfilm von Lukas Sturm und Franzobel[4]
- Mein Vater, meine Frau und meine Geliebte, Fernsehfilm von Michael Kreihsl
- 2005 bis 2023: SOKO Donau, als Spurensicherer Franz Wohlfahrt (über 200 Folgen[5])[6]
- Jetzt erst recht, Fernsehfilm von Michael Kreihsl
- Weihnachtsgeschichte, Kurzfilm von Stefan Bohun
- Im freien Fall, Film von Peter Patzak und Erwin Piplits
- Die Flucht, Film von David Rühm
- Prozession, Semi-Doku von Kurt Mayer
- 2015: Planet Ottakring
- seit 2016: Die Toten von Salzburg (Fernsehreihe) 
  - 2016: Die Toten von Salzburg
  - 2018: Zeugenmord
  - 2018: Königsmord
  - 2019: Mordwasser
  - 2019: Wolf im Schafspelz
  - 2021: Schwanengesang
  - 2021: Vergeltung
  - 2022: Schattenspiel
  - 2024: Süßes Gift
  - 2025: Mord in bester Lage
- 2017: Schnell ermittelt – Wolf Brennersdorfer
- 2018: Erik & Erika
- 2020: Wischen ist Macht (Fernsehserie, Folgen Bombe und Shit Happens)
- 2020: Landkrimi – Waidmannsdank (Fernsehreihe)
- 2022: Landkrimi – Der Schutzengel (Fernsehreihe)
- 2023: Der Schatten (Fernsehserie)
- 2025: Die Blutgräfin, Ulrike Ottinger

## Veröffentlichte CDs
- Alles Liebe, Bohatsch & Skrepek,  erschienen bei Extraplatte, 2004
- Reise nach Groß-Garabannien, Texte von Henri Michaux, gemeinsam mit Peter Rosmanith, erschienen bei Mandelbaum, Bibliothek der Töne, 2007
- Alles in Butter,  Bohatsch & Skrepek, erschienen bei non food factory, 2011
- Buazlbam, Bohatsch & Skrepek, erschienen bei non food factory, 2018
- Bauer to the People, gemeinsam mit LSZ (Löschel, Skrepek, Zrost), 2021 bei Loewenhertz
- Den Hut auf oder es knallt, gemeinsam mit LSZ, 2022 bei Loewenhertz

## Hörspiele
- Die Mama und ihr Bub, von Helmut Hostnig
- Wartezimmer, von Daniel Wisser
- Ultimative Annäherung, von Ludwig Laher
- Das Wasser steht mir bis zum Herz, von Stefan Weber
- Herrenrunde, von Julian Schutting
- und viele mehr